# Peeler Bluff
Das Peeler Bluff ist markantes Felsenkliff auf der Hälfte der Westküste der McNamara-Insel im Abbot-Schelfeis vor der Eights-Küste des westantarktischen Ellsworthlands.
Dieses Gebiet wurde im Februar 1961 von den Besatzungen der Eisbrecher USS Glacier und USS Staten Island erkundet. Das Advisory Committee on Antarctic Names benannte das Felsenkliff 1962 nach Lieutenant Commander James C. Peeler von der United States Navy, der hier zur Positionsbestimmung verschiedener geographischer Objekte zwischen dem 7. und 9. Februar 1961 campiert hatte.